# Аимофилы
Аимофилы (лат. Aimophila) — род воробьиных птиц из семейства Passerellidae, ранее включался в семейство овсянковых. Все виды относятся к так называемым «американским воробьям» — условной группе зерноядных птиц, по расцветке и повадкам (но не генетически) близких к воробьиным птицам Старого Света.
Родовое название является комбинацией двух древнегреческих слов: ἀιμος — «кустарник» и φιλος — «любитель».

## Систематика
Во второй половине XX века большинство систематиков рассматривали более десятка видов аимофил, многие из которых заметно отличались друг от друга по вокальным, поведенческим и экологическим характеристикам, хоть и имели внешнее сходство. Авторы молекулярного исследования 2008 года предложили разделить всех аимофил на 4 рода: Amphispiza, Peucaea, Rhynchospiza и собственно Aimophila, оставив в последнем только 3 вида. Согласно этой работе, ближайшими родственниками аимофил были признаны птицы из рода Pipilo.
В роде сохраняется 3 вида:
- Aimophila notosticta (P. L. Sclater & Salvin, 1868) — Оаксакская аимофила[1]
- Aimophila rufescens (Swainson, 1827) — Рыжеспинная аимофила[1]
- Aimophila ruficeps (Cassin, 1852) — Рыжешапочная аимофила

## Галерея

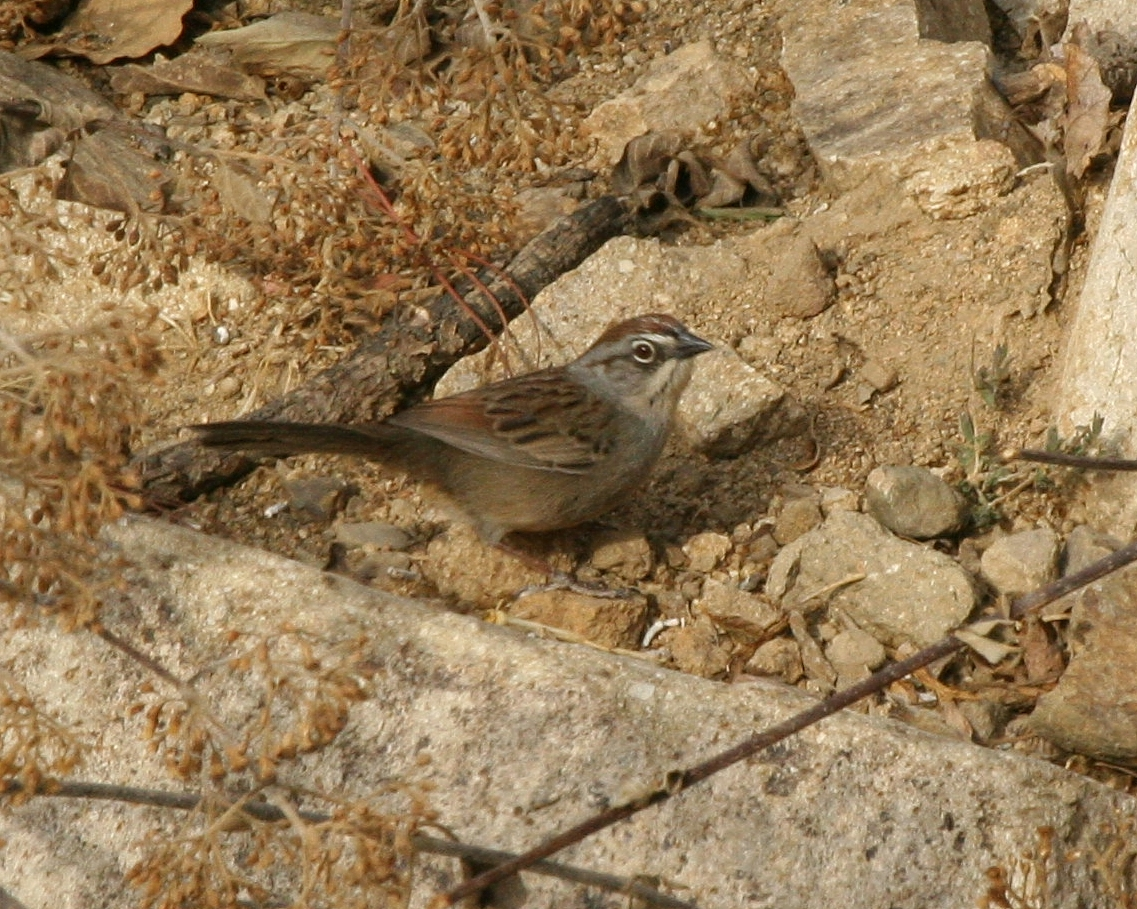
Aimophila notosticta
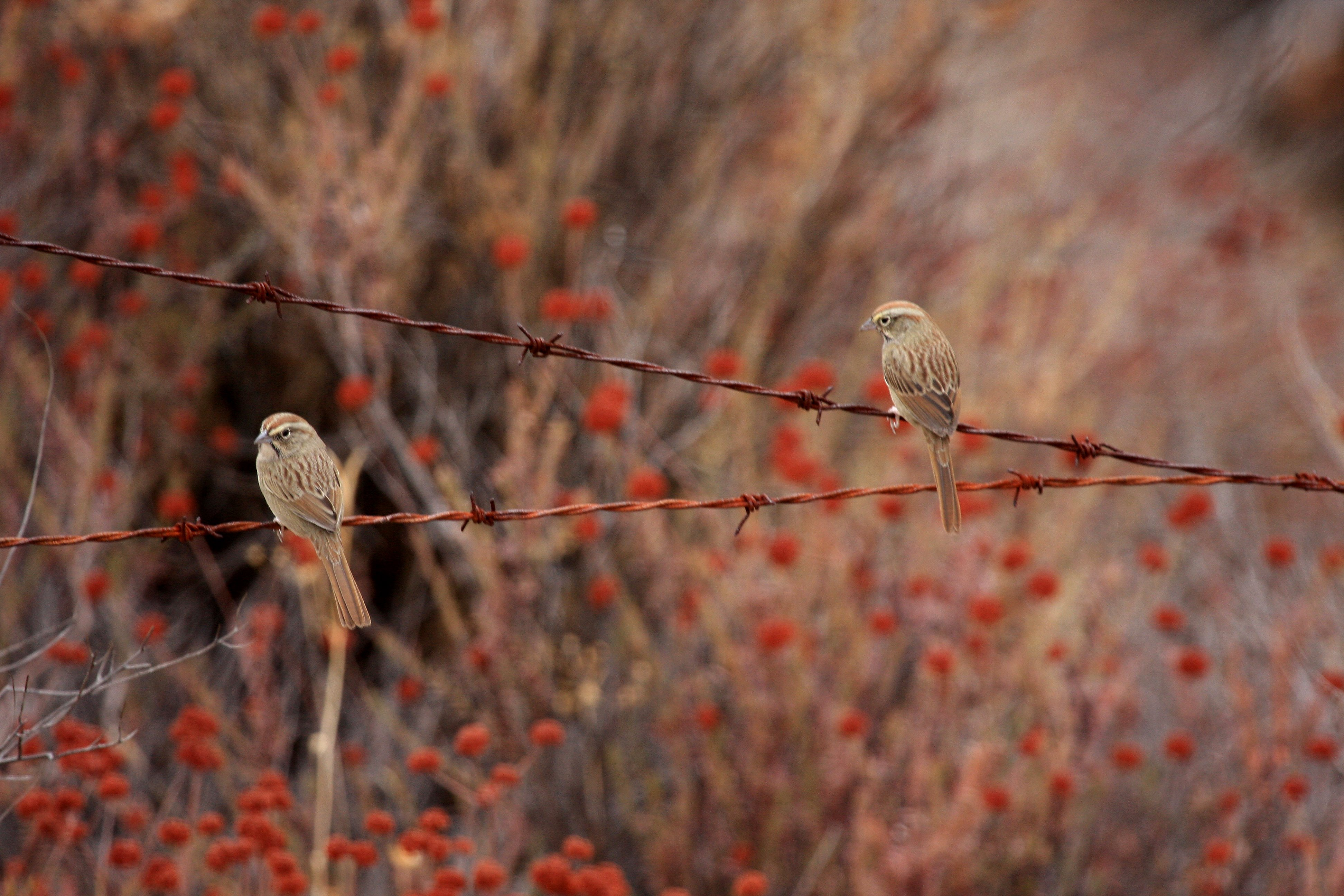
Aimophila ruficeps